# Kozani (stad)
Kozani (Grieks: Κοζάνη), is een stad in Noord-Griekenland en de hoofdstad van het departement Kozani en de regio West-Macedonië. Kozani ligt in het westelijk deel van Macedonië in het noordelijke deel van de vallei van de rivier de Aliakmonas.
De stad maakt deel uit van de gelijknamige gemeente en ligt 710 meter boven zeeniveau. De stad Kozani telt ongeveer 47.000 inwoners van de in totaal 69.000 inwoners in de gemeente.

## Bekende personen uit Kozani
- Ioannis Amanatidis (1981), voetballer.
- Anna Diamantopoulou (1959), minister voor onderwijs en religieuze zaken.
- Michalis Papakonstantinou (1919–2010), minister van industrie (1989), landbouw (1990-1991), justitie (1991-1992) en buitenlandse zaken (1992-1993) en tevens auteur.
- Giorgos Papakonstantinou (1961), minister van milieu, energie en klimaatverandering.